# Canton de Carcassonne-Centre

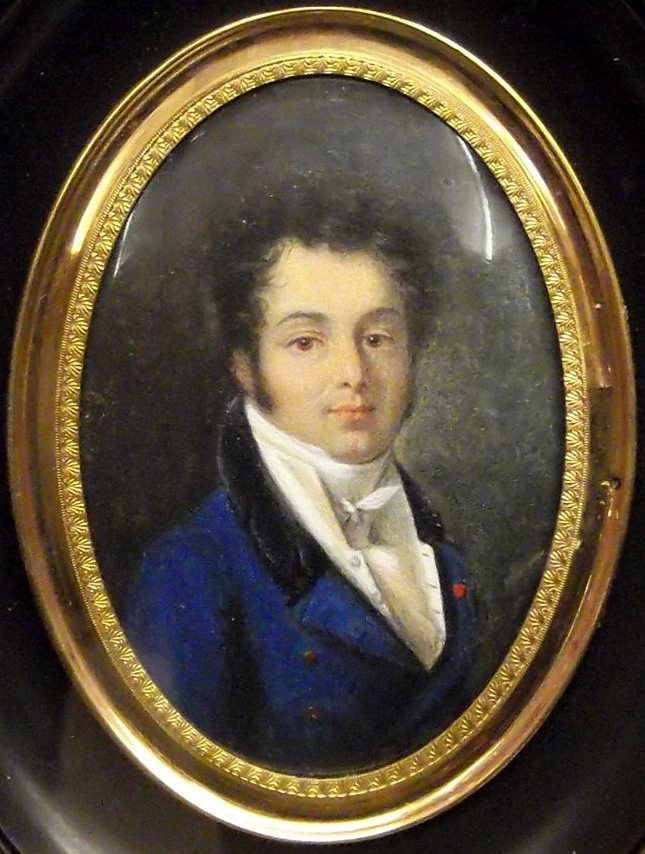
Guillaume Peyrusse (1776-1860) conseiller général de 1833 à 1840.

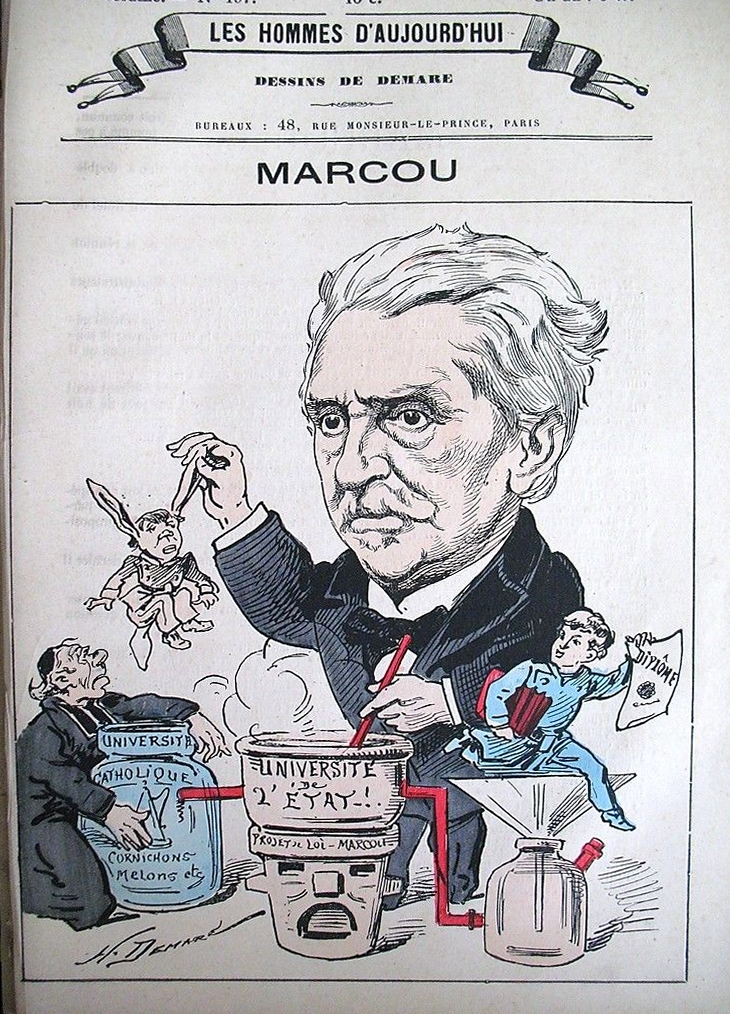
Théophile Marcou (1813-1893) conseiller général de 1871 à 1893.

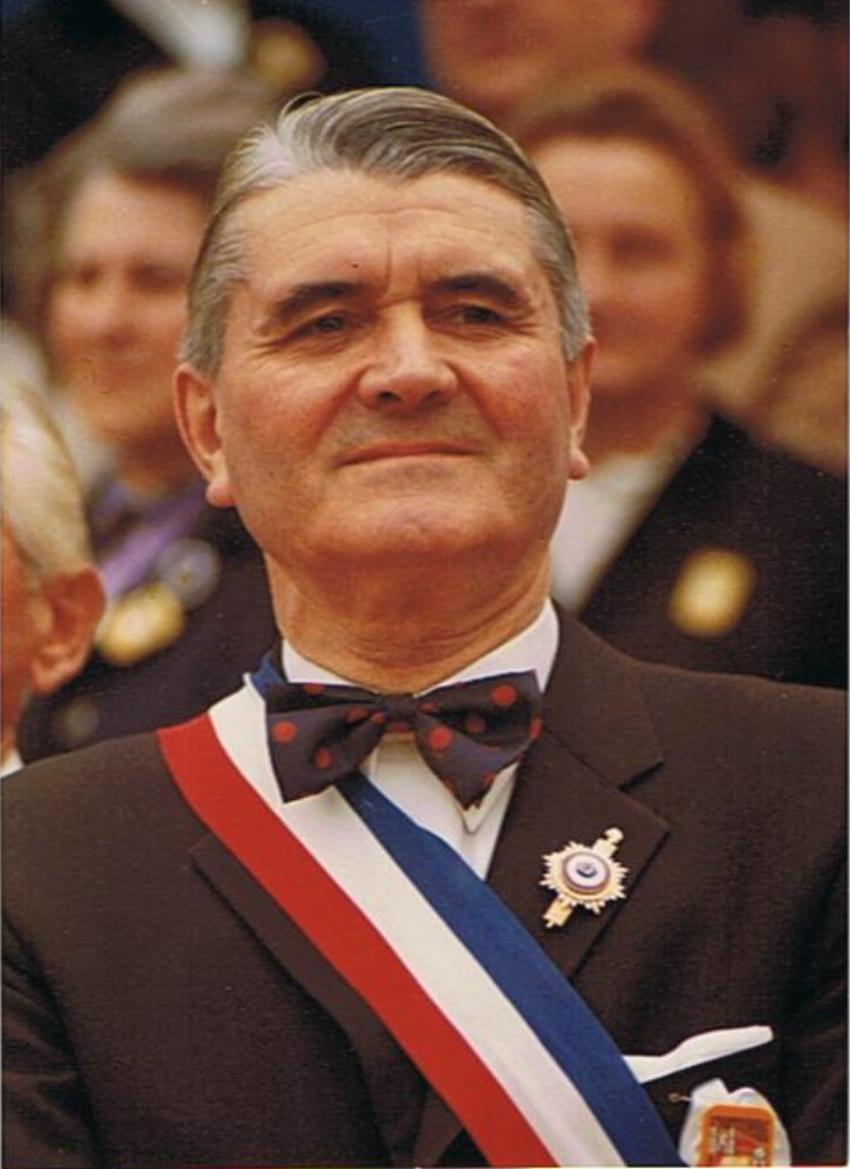
Antoine Gayraud (1910-1981) conseiller général de 1973 à 1981.

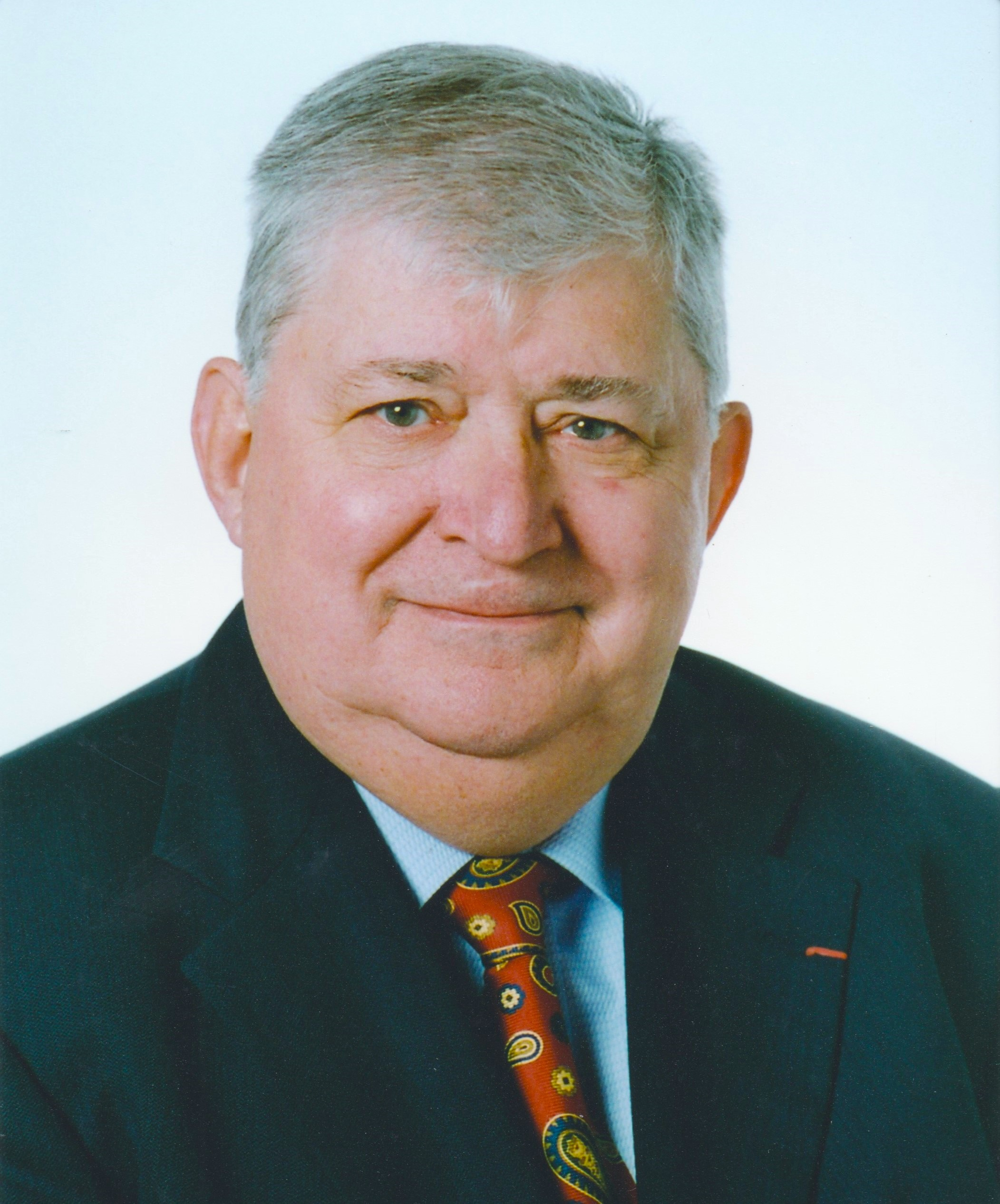
Raymond Chesa (1937-2005) conseiller général de 1982 à 1993.

Le canton de Carcassonne-Centre, appelé également canton de Carcassonne 3e Canton est une ancienne division administrative française, située dans le département de l'Aude.

## Représentation

### Conseillers généraux de l'ancien canton deCarcassonne-Ouest(de 1833 à 1998)
| Période           | Période      | Identité                                         | Étiquette           | Qualité |
| ----------------- | ------------ | ------------------------------------------------ | ------------------- | --- |
| 1833              | 1840         | Guillaume Peyrusse dit le Baron Peyrusse         |                     | Trésorier général de la Couronne (1815) Intendant de Napoléon Ier à l'Île-d'Elbe Maire de Carcassonne (1832-1835)                                 |
| 1840              | 1847 (décès) | Charles Guillaume Dominique Laperrine d'Hautpoul | Centre droit        | Marchand et fabricant de drap Député de l'Aude (1827-1830) Président de la Chambre de commerce et d'industrie de Carcassonne-Limoux-Castelnaudary |
| 1847              | 1848         | Marc Germain                                     |                     | Adjoint au Maire de Carcassonne |
| 1848              | 1848         | Augustin Doux-Oncle                              |                     | Fabricant |
| 1848              | 1871         | Armand Laperrine                                 |                     | Banquier, propriétaire à Carcassonne |
| 1871              | 1893 (décès) | Théophile Marcou                                 | Républicain Radical | Avocat Député de l'Aude (1876-1885) Sénateur de l'Aude (1885-1893) Maire de Carcassonne (1870-1885)                                               |
| 1893              | 1898         | Jean Oustric                                     | Républicain         | Négociant, Conseiller d'arrondissement |
| 1898              | 1910         | Jules Sauzède                                    | Rad.                | Viticulteur Maire de Carcassonne (1896-1908) Député de l'Aude (1902-1913)                                                                         |
| 1910              | 1919         | Jean Gally                                       | Rad.                | Médecin |
| 1919              | 1928         | Osmin Nogué                                      | Rad.                | Avocat et écrivain, Carcassonne |
| 1928              | 1940         | Albert Tomey                                     | Rad.                | Médecin Maire de Carcassonne (1919-1941) Nommé conseiller général en 1942 Président du conseil général (1942-1945)                                |
|                   |              |                                                  |                     | |
| 1945              | 1951         | Albert Picolo                                    | PCF                 | Professeur adjoint au lycée de Carcassonne |
| 1951              | 1958         | Marcel Itard-Longueville                         | Rad.                | Avocat Maire de Carcassonne (1950-1953) |
| 1958              | 1968 (décès) | Jules Fil                                        | SFIO                | Enseignant Maire de Carcassonne (1953-1968) Député de l'Aude (1962-1967) Sénateur de l'Aude (1967-1968)                                           |
| 1er décembre 1968 | 1973         | Antoine Gayraud                                  | SFIO puis PS        | Pharmacien Maire de Carcassonne (1968-1981) Député de l'Aude (1973-1978)                                                                          |
| 1973              | 1994         | André Bauret (1929-2016)                         | PS                  | Adjoint au maire de Carcassonne (1971-1983) |
| 1994              | 1998         | Jacques Arino (1934-2025)                        | PS                  | Journaliste, Conseiller municipal de Carcassonne                                                                                                  |

### Conseillers généraux du canton deCarcassonne-Centre (de 1973 à 2015)
| Période | Période          | Identité        | Étiquette | Qualité                                                               |
| ------- | ---------------- | --------------- | --------- | --------------------------------------------------------------------- |
| 1973    | 1981 (décès)     | Antoine Gayraud | PS        | Pharmacien Député (1973-1978) Maire de Carcassonne (1968-1981)        |
| 1981    | 1982             | Pierre Moffre   | PCF       | Retraité de la Sécurité sociale                                       |
| 1982    | 1993 (démission) | Raymond Chesa   | RPR       | Enseignant Maire de Carcassonne 1983-2006 Député européen (1994-1999) |
| 1993    | 2015             | Pierre Sarcos   | UMP       | Pharmacien à Carcassonne                                              |

### Conseillers d'arrondissement de Carcassonne-Ouest (de 1833 à 1940)
| Période                                  | Période          | Identité               | Étiquette   | Qualité |
| ---------------------------------------- | ---------------- | ---------------------- | ----------- | --- |
| 1833                                     |                  | M. Brunet              |             | Propriétaire à Carcassonne                                                                                            |
|                                          |                  |                        |             | |
| 1880                                     | 1886             | M. François Abel-Petit | Républicain | Médecin, Maire de Carcassonne (1884-1885)                                                                             |
| 1886                                     | 1893 (démission) | Jean Oustric           | Républicain | Négociant, Adjoint au maire de Carcassonne                                                                            |
|                                          |                  |                        |             | |
| 1901                                     | 19..             | M. Casties             | Radical     | |
| 19..                                     | 1913             | M. Cabrol              | Radical     | |
| 1913                                     |                  | M. Sentenac            | Radical     | Premier adjoint au maire de Carcassonne                                                                               |
|                                          |                  |                        |             | |
| 1925                                     | 1925             | Eugène Montel          | SFIO        | Instituteur, Élu également conseiller général du canton de Coursan (1925-1931) Député de la Haute-Garonne (1951-1966) |
| 1925                                     |                  | Damien Roumens         | Radical     | Industriel, Conseiller municipal de Carcassonne                                                                       |
|                                          | 1940             | M. Bouchourieux        | Radical     | |
| 1940                                     |                  |                        |             | Les conseils d'arrondissement ont été suspendus par la loi du 12 octobre 1940 et n'ont jamais été réactivés           |
| Les données manquantes sont à compléter. |                  |                        |             | |

## Composition
Le canton de Carcassonne-centre était constitué d'une fraction de commune :
| Communes                                               | Population (2012) | Code postal | Code Insee |
| ------------------------------------------------------ | ----------------- | ----------- | ---------- |
| Carcassonne (chef-lieu du canton), fraction de commune | 11 864            | 11000       | 11069      |

## Démographie
| 1975 | 1982 | 1990   | 1999   | 2006   | 2011   | 2012   |
| ---- | ---- | ------ | ------ | ------ | ------ | ------ |
| -    | -    | 11 726 | 11 030 | 11 845 | 11 864 | 11 846 |